# Jakob droomt
Jakob droomt is een hoorspel van Jan Gudmundsson. Het werd vertaald door Jan F. de Zanger. De NCRV zond het uit op zondag 18 november 1973. De regisseur was Johan Wolder. De uitzending duurde 43 minuten.

## Rolbezetting
- Lex Schoorel (Jakob)
- Els Buitendijk (zijn moeder)
- Onno Molenkamp (zijn vader)
- Hans Karsenbarg (een dokter)
- Lottie Hemelrijk (Monica, een vriendinnetje van Jacob)

## Inhoud
Jakob is een jongetje. Hij krijgt van zijn vader op zijn twaalfde verjaardag een speelgoedtank. Z'n vader speelt oorlogje met hem, zo levensecht dat Jakob, ook wanneer hij slaapt, alleen nog maar aan oorlog kan denken. Hij wordt agressief en onhandelbaar. Z’n ouders, die toch het beste met hem voorhebben, begrijpen er niets meer van. Vader vindt dat Jakob "hard" gemaakt moet worden, omdat ook de maatschappij hard is. Op een gegeven ogenblik gaat Jakob zijn ouders aanspreken met "kapitein" en "luit". Hij is niet meer te handhaven in deze "gezonde" maatschappij…